# Medynia Głogowska (gromada)
Medynia Głogowska – dawna gromada, czyli najmniejsza jednostka podziału terytorialnego Polskiej Rzeczypospolitej Ludowej w latach 1954–1972.
Gromady, z gromadzkimi radami narodowymi (GRN) jako organami władzy najniższego stopnia na wsi, funkcjonowały od reformy reorganizującej administrację wiejską przeprowadzonej jesienią 1954 do momentu ich zniesienia z dniem 1 stycznia 1973, tym samym wypierając organizację gminną w latach 1954–1972.
Gromadę Medynia Głogowska z siedzibą GRN w Medyni Głogowskiej utworzono – jako jedną z 8759 gromad na obszarze Polski – w powiecie łańcuckim w woj. rzeszowskim na mocy uchwały nr 27/54 WRN w Rzeszowie z dnia 5 października 1954. W skład jednostki weszły obszary dotychczasowych gromad Medynia Głogowska, Medynia Łańcucka i Pogwizdów ze zniesionej gminy Czarna w powiecie łańcuckim oraz przysiółek Suchary z dotychczasowej gromady Stobierna ze zniesionej gminy Trzebownisko w powiecie rzeszowskim w tymże województwie. Dla gromady ustalono 26 członków gromadzkiej rady narodowej.
1 stycznia 1960 do gromady Medynia Głogowska włączono wieś Zalesie ze zniesionej gromady Zalesie w tymże powiecie.
Gromada przetrwała do końca 1972 roku, czyli do kolejnej reformy gminnej.